# Montjuïc
Montjuïc est une colline culminant à 185 mètres et dominant la vieille ville, le port commercial et le Port Vell (port historique) de Barcelone, capitale de la Catalogne, en Espagne.
Populairement nommée en catalan Muntanya de Montjuïc (en français : montagne de Montjuïc), c'est l'un des hauts lieux de la mémoire historique, plus particulièrement de la guerre d'Espagne, de la dictature franquiste et de la Seconde Guerre mondiale, étant notamment le lieu de l'assassinat en 1940 du président catalan Lluís Companys, livré depuis la France de Vichy par la Gestapo, et de son mausolée situé au Fossar de la Pedrera, aujourd'hui mémorial national.
C'est également un lieu d'événements internationaux (exposition internationale de 1929) et de compétitions sportives, comme les Olympiades populaires de 1936, en réponse aux Jeux olympiques de Berlin d'Hitler, et les Jeux olympiques d'été de 1992, pour lesquels fut construit le stade olympique Lluís-Companys, au cœur de l'Anneau olympique de Montjuïc.

## Toponymie
Une des hypothèses est que le nom de Montjuïc est probablement issu du latin Mons Jovis ou Mons Jovicius. L'hypothèse qu'il soit une déclinaison de « mont des Juifs » est moderne, et aucun ouvrage ancien n'y fait référence. Depuis le Moyen Âge, le « mont Juif » est traditionnellement ancré dans la culture, en raison notamment de la présence d'un cimetière hébraïque sur la colline datant de cette époque. Une gravure du port de Barcelone datant de 1720 « Barcino. Barcelona, par Joseph Friderich Leopold » désigne Montjuïc comme le « mont Juif »,.

## Géographie
La colline culmine à 185 mètres d'altitude. Elle date du Paléogène.

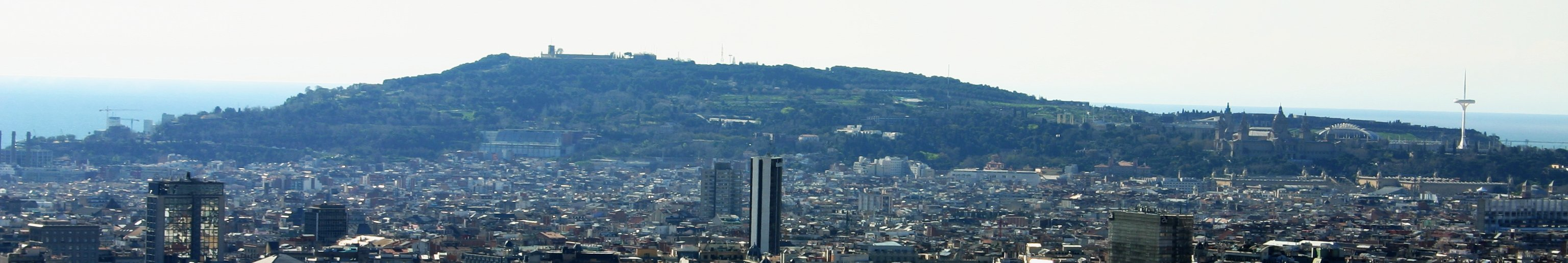
Vue de Montjuïc depuis le parc Güell.

## Histoire
Une colonie celtibère – contraction de « Celte » et « Ibère » – occupa probablement la hauteur avant que les Romains y construisent un temple dédié à Jupiter, dieu de la foudre et de l'orage. Les vestiges de ce village ibérique datent des IIIe et IIe siècles av. J.-C..
Depuis la fin du XIXe siècle, un des versants de la colline abrite le cimetière de Montjuïc.

### Exposition internationale de 1929
En 1929, Montjuïc accueille l'Exposition internationale, dont plusieurs sites renommés sont toujours en activité et ouverts au public, comme la Fontaine magique de Carles Buïgas, située sur l'avenue de la Reine Marie-Christine, le Poble espanyol de Ramon Reventós et le pavillon allemand de Barcelone de Lilly Reich et de Ludwig Mies van der Rohe (créateur de la chaise Barcelone), dont l'édifice actuel est une copie.

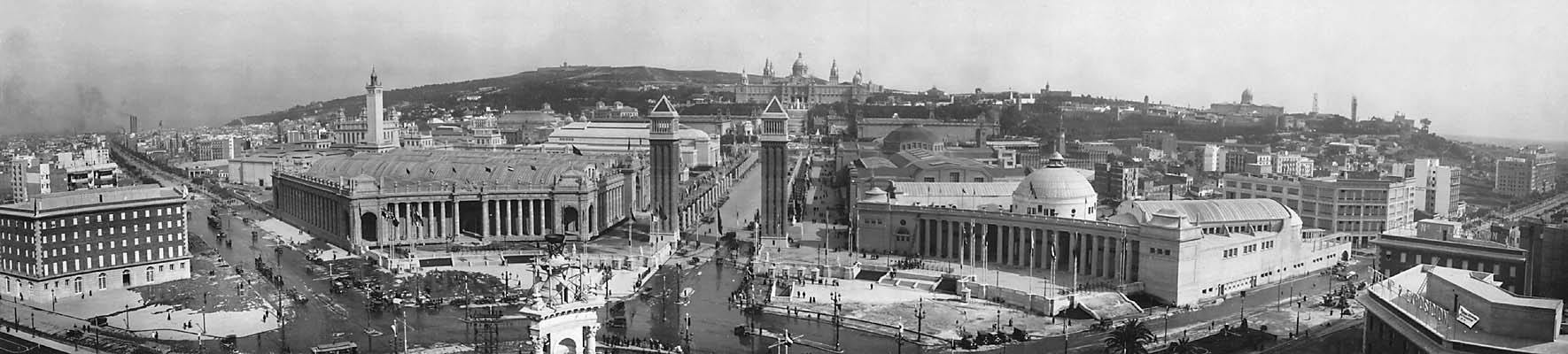
Vue de l'exposition internationale de 1929 depuis la place d'Espagne.
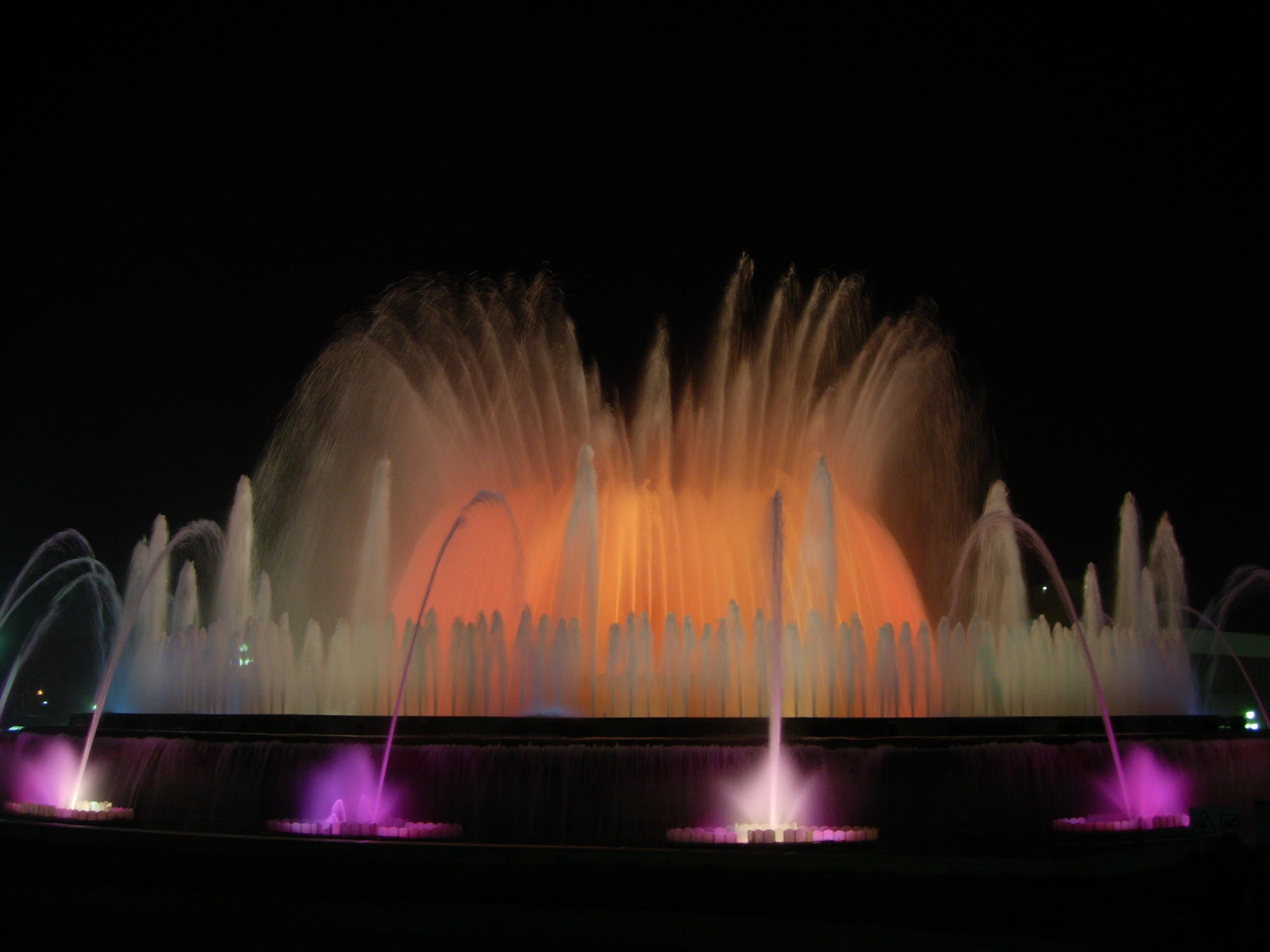
La fontaine magique de Montjuïc, œuvre de Carles Buïgas.
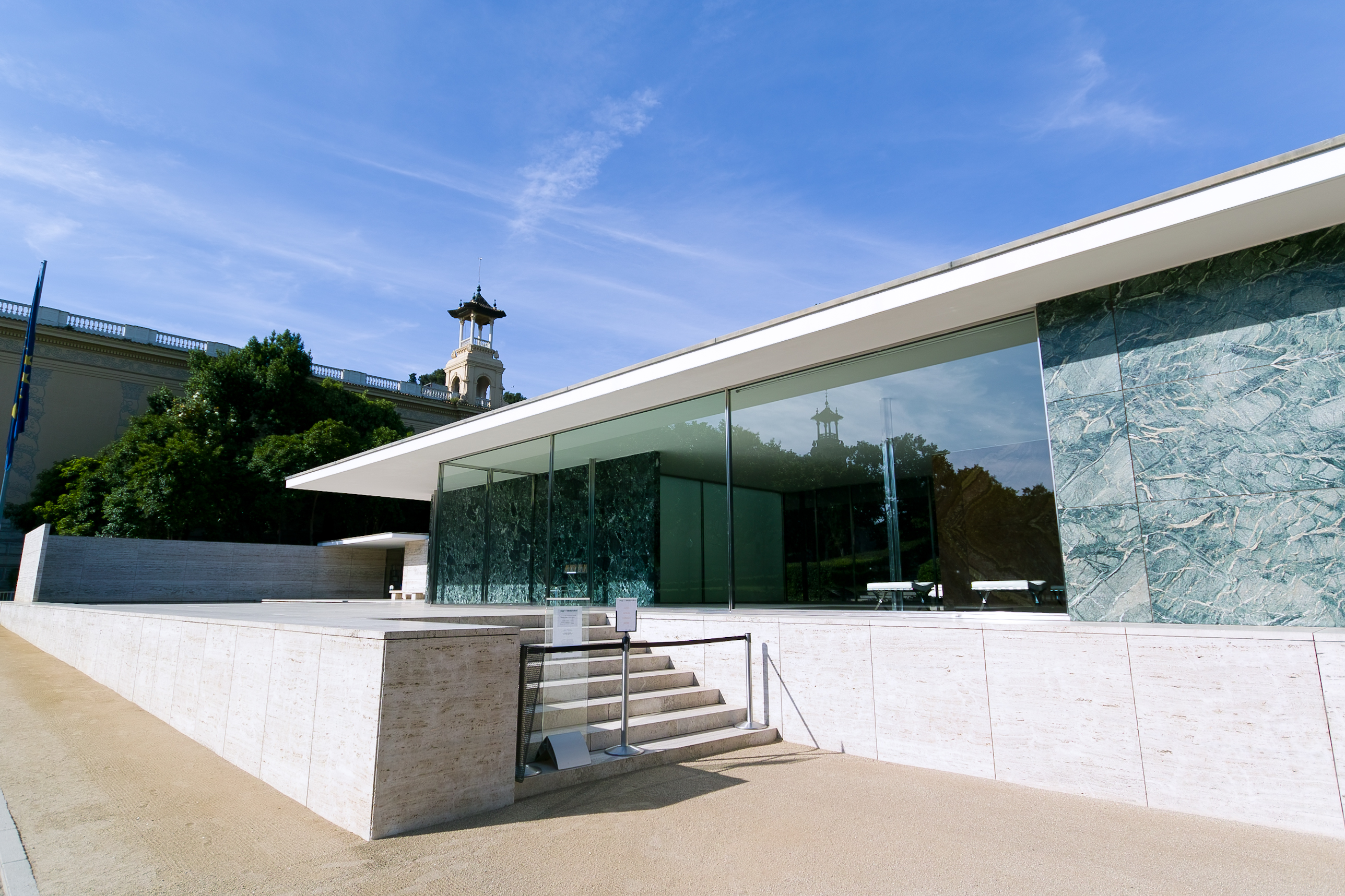
Le Pavillon allemand, de Mies van der Rohe et Lilly Reich.
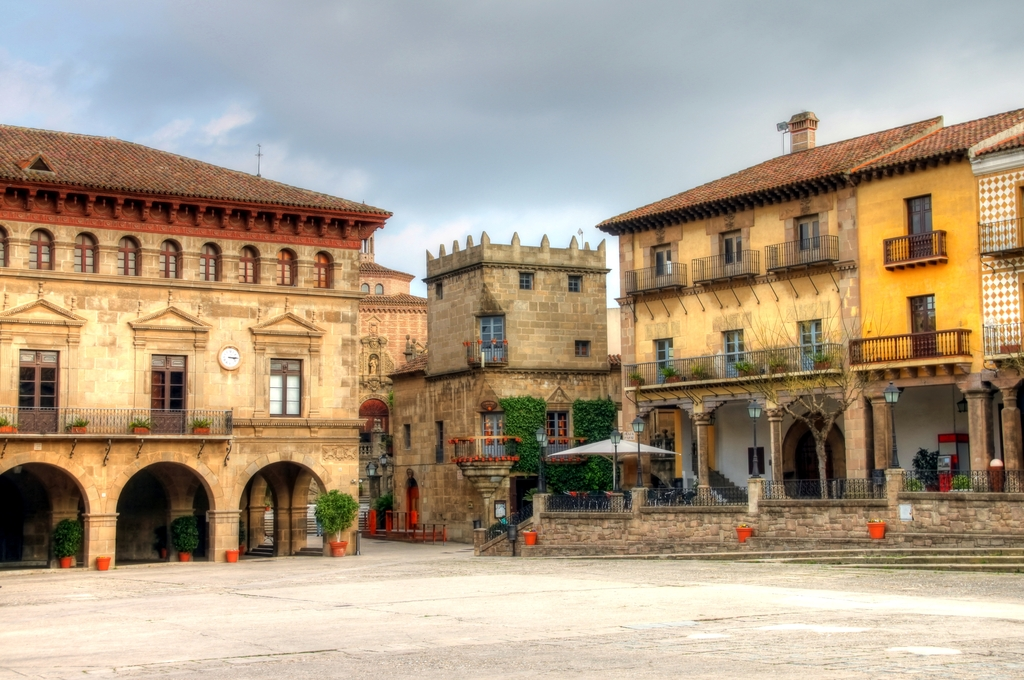
Le Poble espanyol, de Josep Puig i Cadafalch et Ramon Reventós.

### Olympiades populaires de 1936

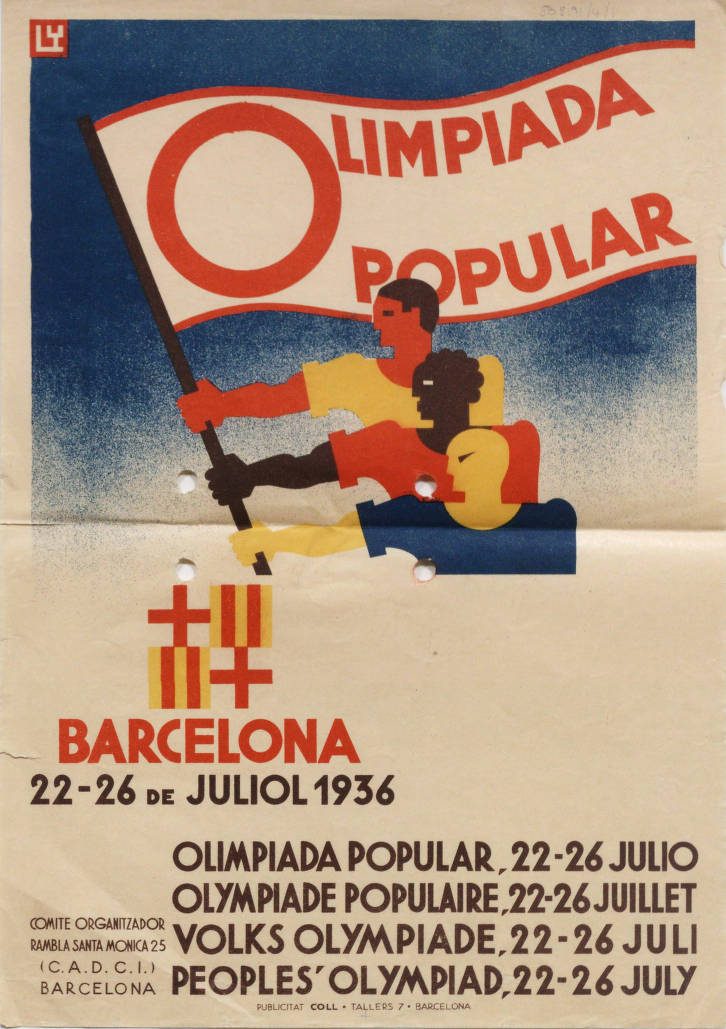
Olympiades populaires.

Durant l'été 1936, Montjuïc est le site des Olympiades populaires sous la Seconde République espagnole. Programmée à Barcelone, l'organisation de ces Jeux est prévue à Montjuïc du 19 au 26 juillet 1936.
L'événement, comptant de nombreux sportifs internationaux, est interrompu par le déclenchement de la guerre d'Espagne. Le soulèvement nationaliste des 17 et 18 juillet 1936 des nationalistes espagnols a lieu pendant les Jeux. Les Olympiades populaires (Olímpiada Popular en catalan, Olimpiada Popular en espagnol, People's Olympiad en anglais) sont considérées, avant la Seconde Guerre mondiale, dans l'histoire européenne et internationale contemporaine, comme un acte de protestation envers la politique allemande d'Hitler. Elle demeurent dans l'histoire du XXe siècle un acte de résistance du monde sportif contre la tenue des Jeux olympiques de Berlin organisés par Hitler, allié des nationalistes, la même année.

### Régime franquiste
Le président catalan Lluís Companys, arrêté par la Gestapo et livré à Franco par le gouvernement du maréchal Pétain, est fusillé dans les douves du château de Montjuïc le 15 octobre 1940 pendant la répression contre les républicains catalans et espagnols. Sa dépouille repose aujourd'hui au mémorial du Fossar de la Pedrera, sur le versant sud de la colline.

## Accès en transports publics

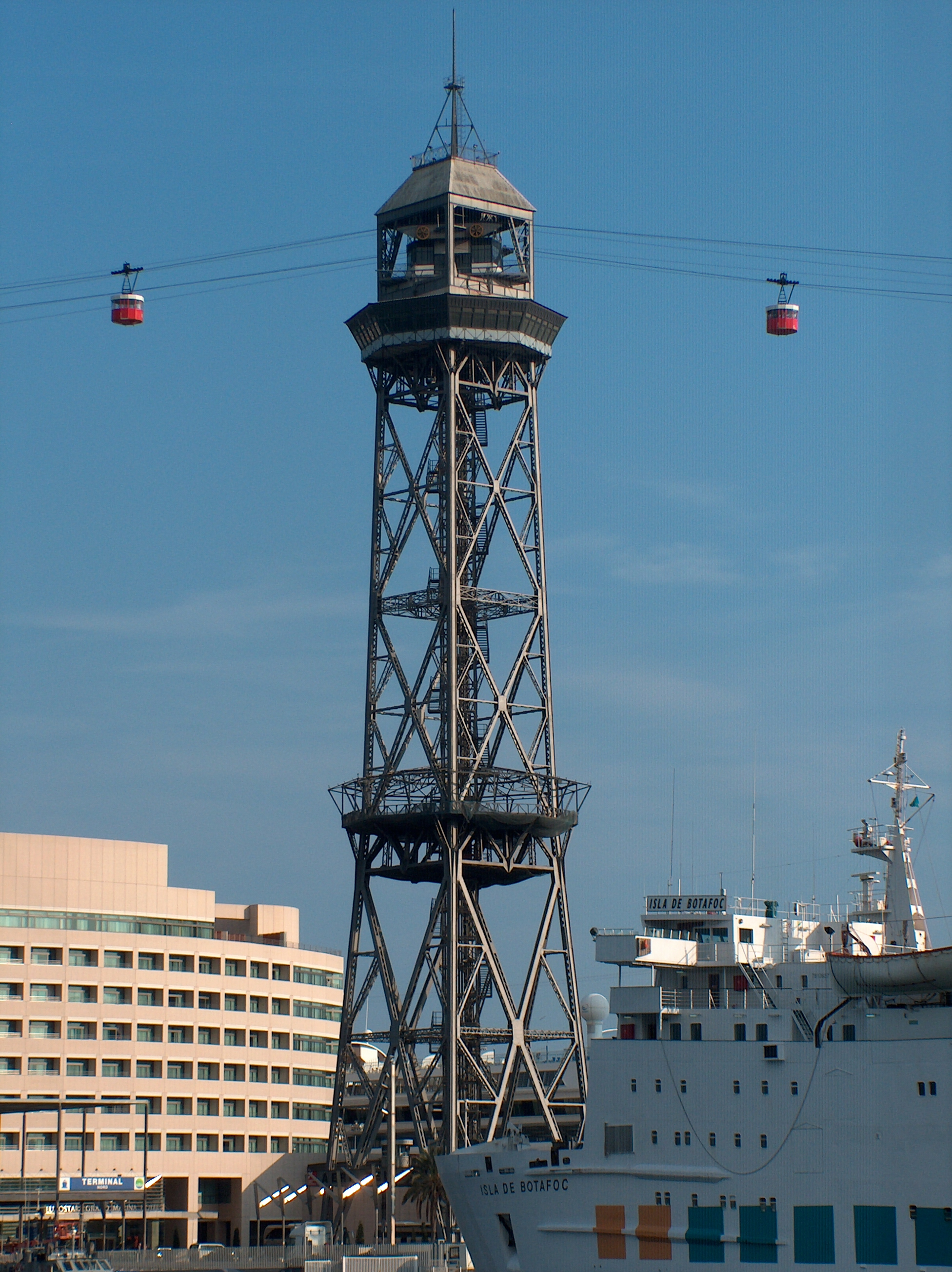
Tour Jaume I, téléphérique de Montjuïc, œuvre de Carles Buïgas.

- Téléphérique du port de Barcelone, via les tours Jaume I et Sant Sebastià, depuis La Barceloneta.
- Funiculaire de Montjuïc, via la station Paral.lel, de la ligne 2 du métro, depuis le quartier de Poble-sec, dans le district de Sants-Montjuïc, puis correspondance à la station haute avec le téléphérique, qui mène au château homonyme.
- Station Plaça d'Espanya, au niveau de la place d'Espagne et de l'avenue de la Reine Marie-Christine, ligne 8 du métro de Barcelone, depuis l'Eixample.

## Attractions
Montjuïc est renommée pour ses musées et centres culturels d'envergure internationale, comme le musée national d'Art de Catalogne, le musée de l'olympisme et des sports, la fondation Joan-Miró, le pavillon allemand de Barcelone et le CaixaForum Barcelona.
Considéré comme l'un des poumons verts de l'aire métropolitaine de Barcelone, Montjuïc abrite de nombreux espaces verts, comme le jardin botanique de Barcelone, les jardins de Laribal, œuvre de Jean-Claude Nicolas Forestier et de Nicolau Maria Rubió i Tudurí, et les jardins Mossèn Costa i Llobera, célèbres pour leur collection de plantes rares et de cactus et leur vue panoramique sur le port de Barcelone. 
Montjuïc est également le site de la tour de télécommunications de Montjuïc, dessinée par l'architecte Santiago Calatrava (1989-1992), reconnaissable depuis une grande partie de la ville.
Le parc de Montjuïc a abrité le circuit automobile de Montjuïc où ont eu lieu de nombreuses courses notamment le Grand Prix d'Espagne de 1969 à 1975 en alternance avec Jarama.
En 1992, durant les Jeux olympiques de Barcelone, Montjuïc a notamment été le site du stade et de la piscine olympique.
L'escalade de Montjuïc est une course cycliste qui se déroule au mois d'octobre.
Le théâtre grec, dessiné et bâti en pierre en 1929 pour l'exposition internationale de Barcelone par les architectes Ramon Reventós et Nicolau Maria Rubió i Tudurí, est toujours en activité.
L'architecte barcelonais Ramon Reventós est également le créateur des tours Vénitiennes, entrée monumentale de Montjuïc, et du Poble espanyol, attraction touristique de renommée internationale.

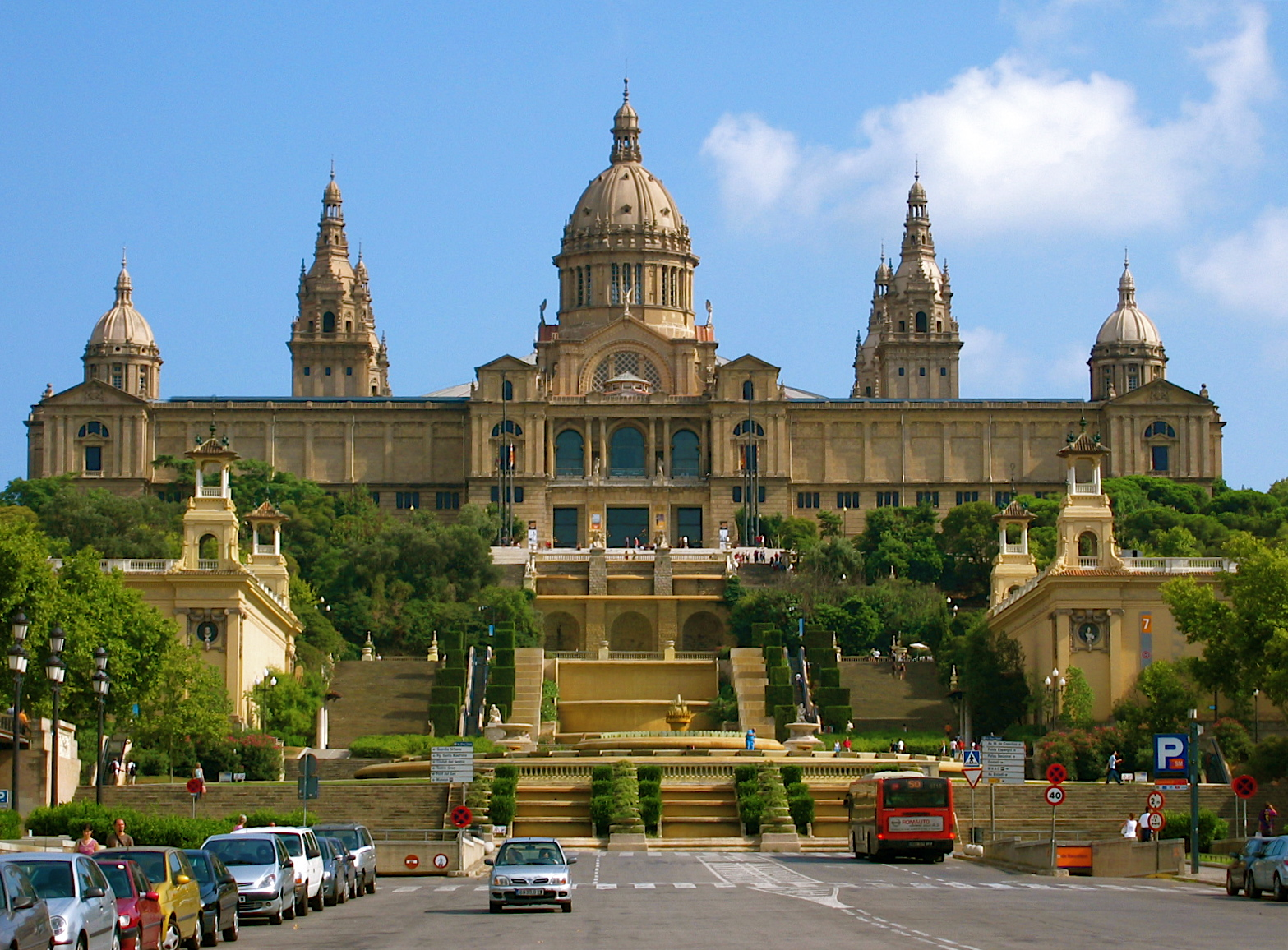
Musée national d'Art de Catalogne, œuvre d'Enric Catà.
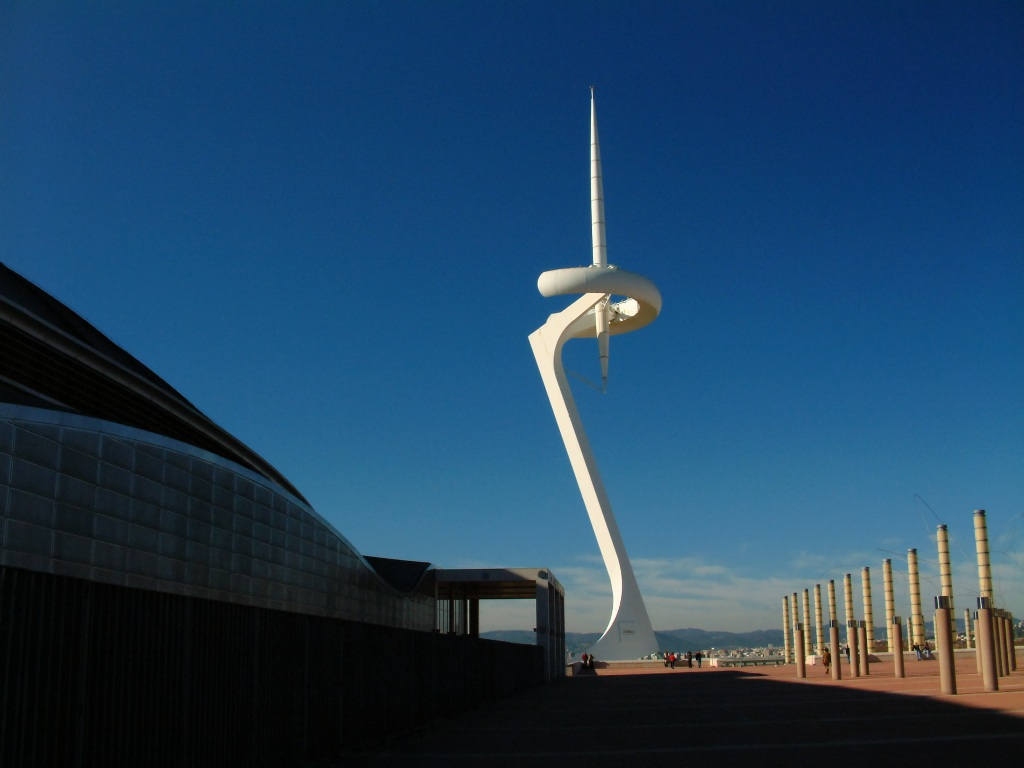
Tour de télécommunications de Montjuïc, œuvre de Santiago Calatrava.
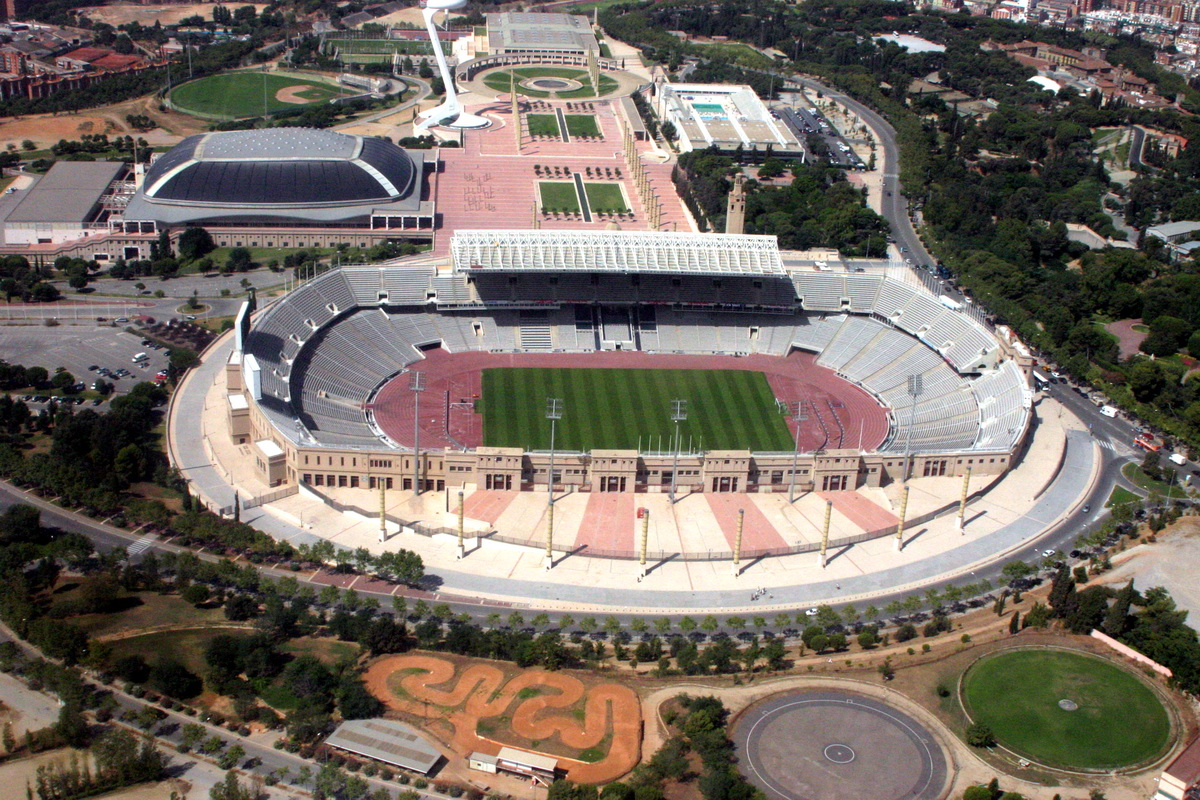
Stade olympique Lluís-Companys, de l'architecte Pere Domènech i Roura.
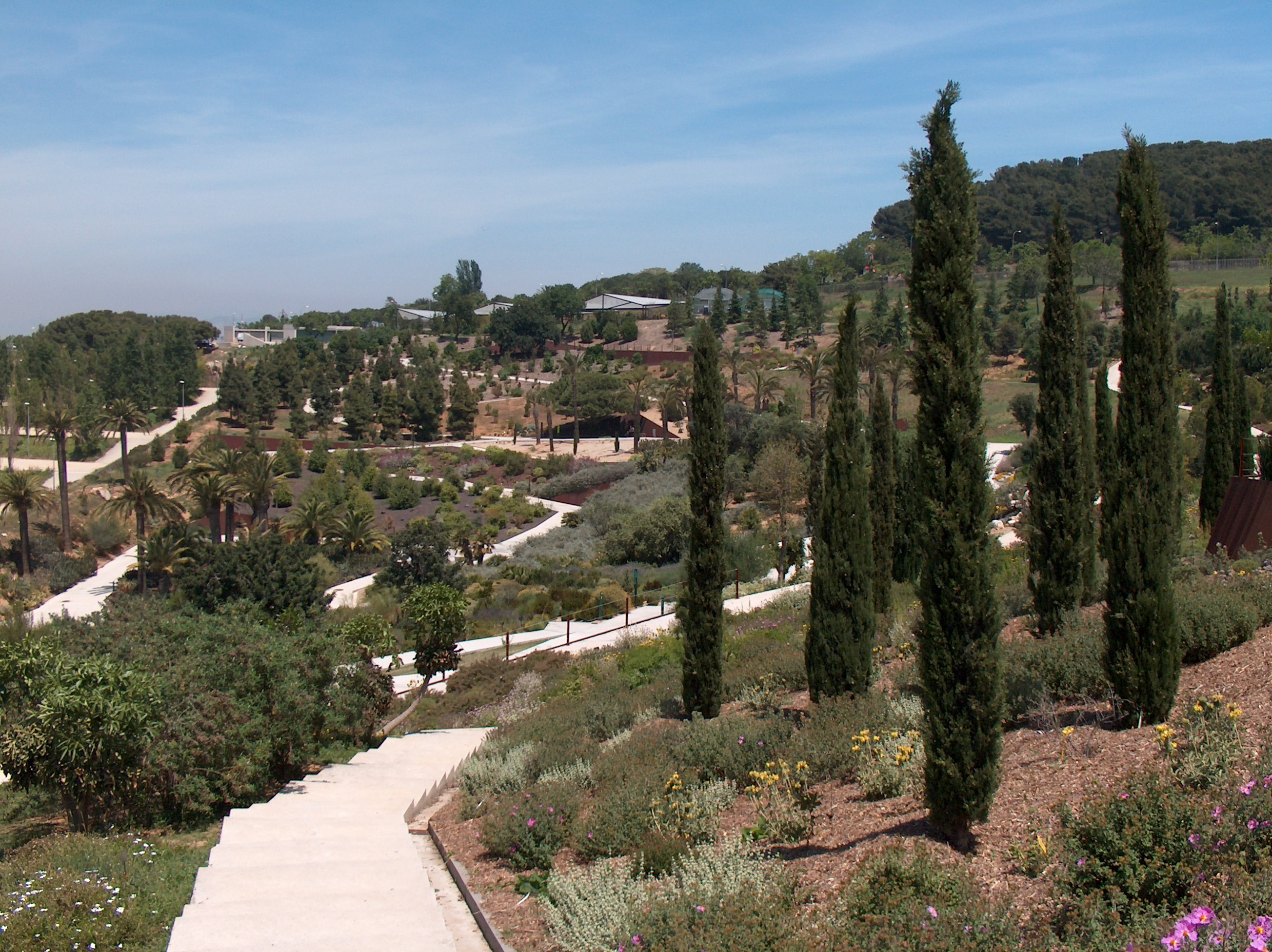
Jardin botanique de Barcelone.
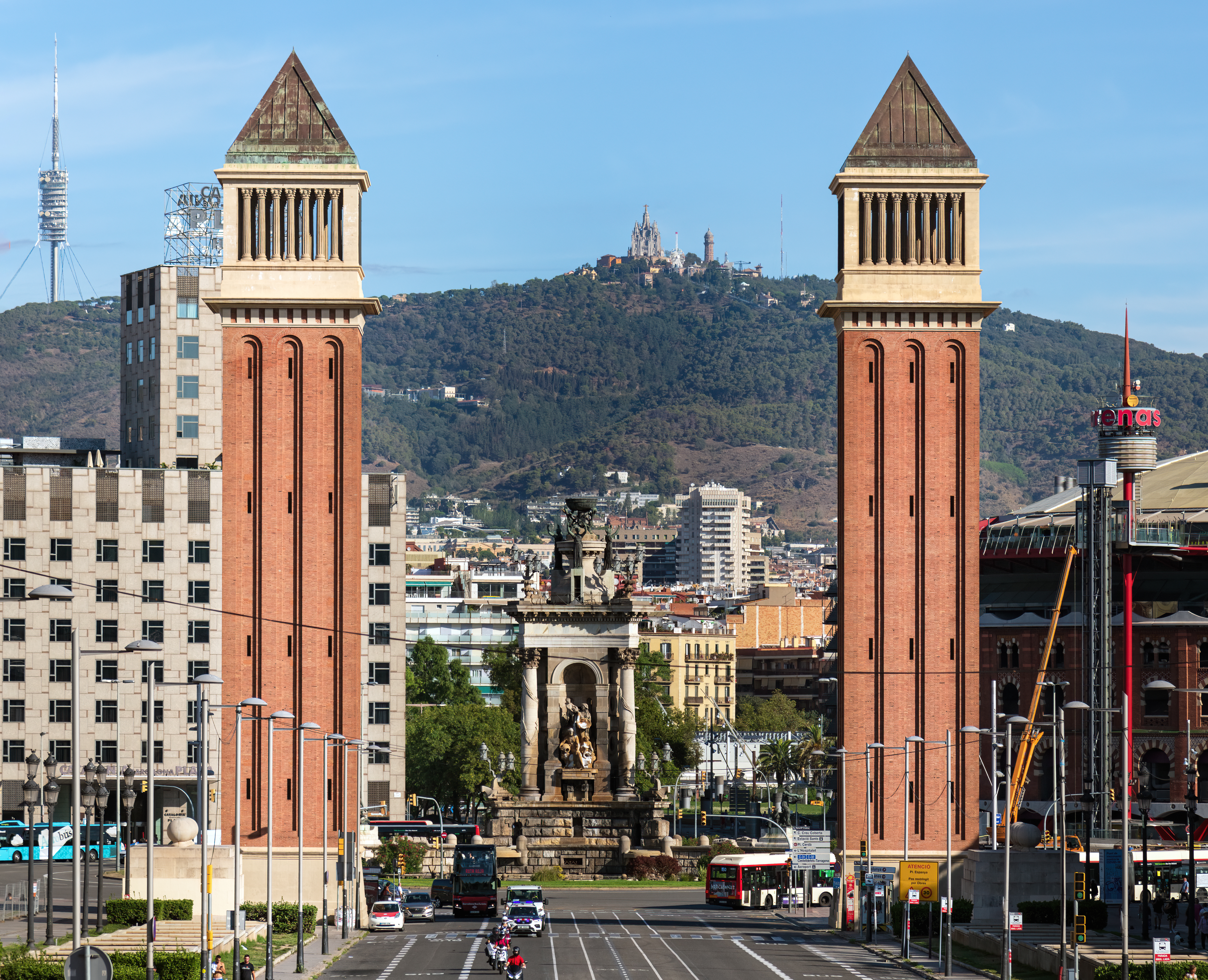
Tours Vénitiennes, œuvres de Ramon Reventós.
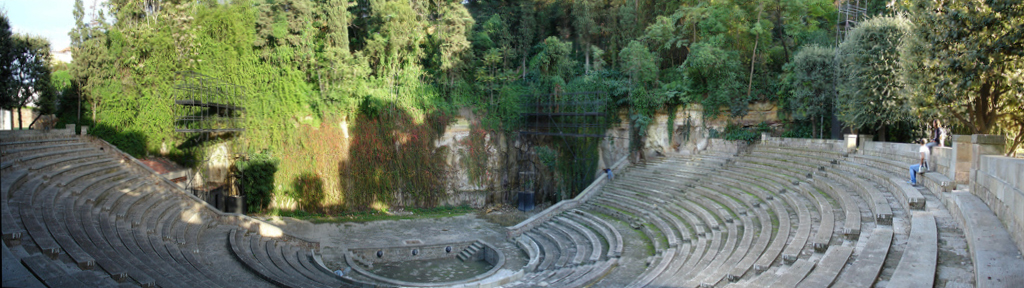
Théâtre grec de Montjuïc, œuvre de Ramon Reventós.

## Mémoire et postérité
Le monument aux morts pour la France de la Première Guerre mondiale (en catalan : Als morts per França a la Primera Guerra Mundial), monument aux morts de la Grande Guerre, œuvre du sculpteur français Gustave Violet (1925), est situé dans le cimetière de Montjuïc.
Les Olympiades populaires de 1936, organisées contre les Jeux olympiques de Berlin d'Hitler, sont localisées à Montjuïc.
Le château de Montjuïc, construit au sommet de la montagne, abritait auparavant un musée militaire inauguré par Franco. La forteresse est utilisée comme prison contre les républicains espagnols sous la répression franquiste, dont la plupart sont assassinés au camp de la Bota. Il est aujourd'hui un lieu de mémoire de la guerre d'Espagne, géré par la mairie de Barcelone.
Le mémorial du Fossar de la Pedrera et le mausolée du président Lluís Companys, livré par la Gestapo depuis la France sous le régime de Vichy et exécuté en contrebas du château de Montjuïc le 15 octobre 1940, œuvres de l'architecte Beth Galí, sont inaugurés en 1985.
La Cloche de la Paix, monument installé avant les Jeux olympiques d'été de 1992, est une sculpture de Beth Galí dédiée à la réconciliation entre les peuples, sur laquelle le mot « Paix » est gravé dans plusieurs langues.

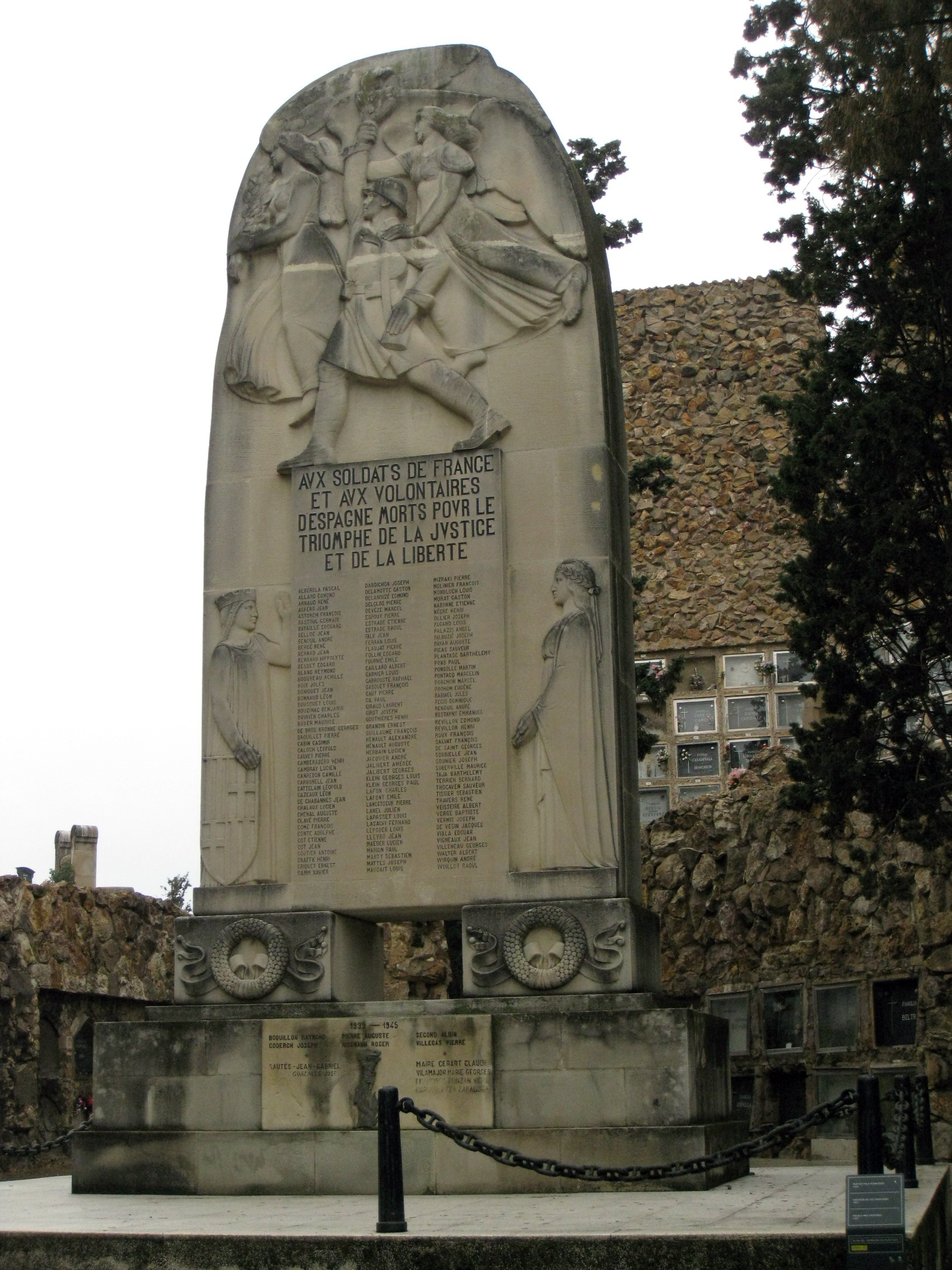
Monument aux morts pour la France, œuvre de Gustave Violet.
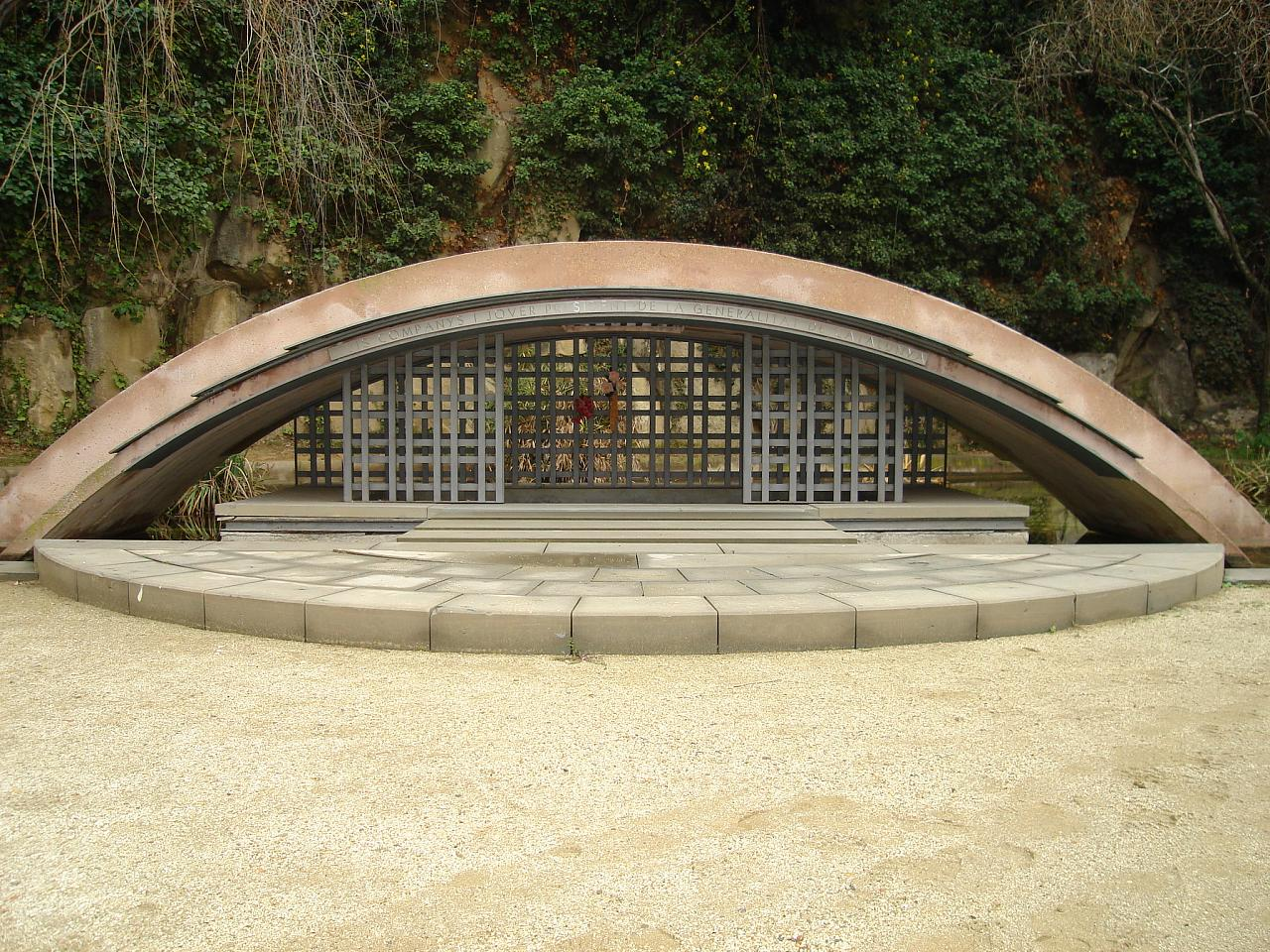
Mausolée de Lluís Companys, au Fossar de la Pedrera, œuvre de Beth Galí.
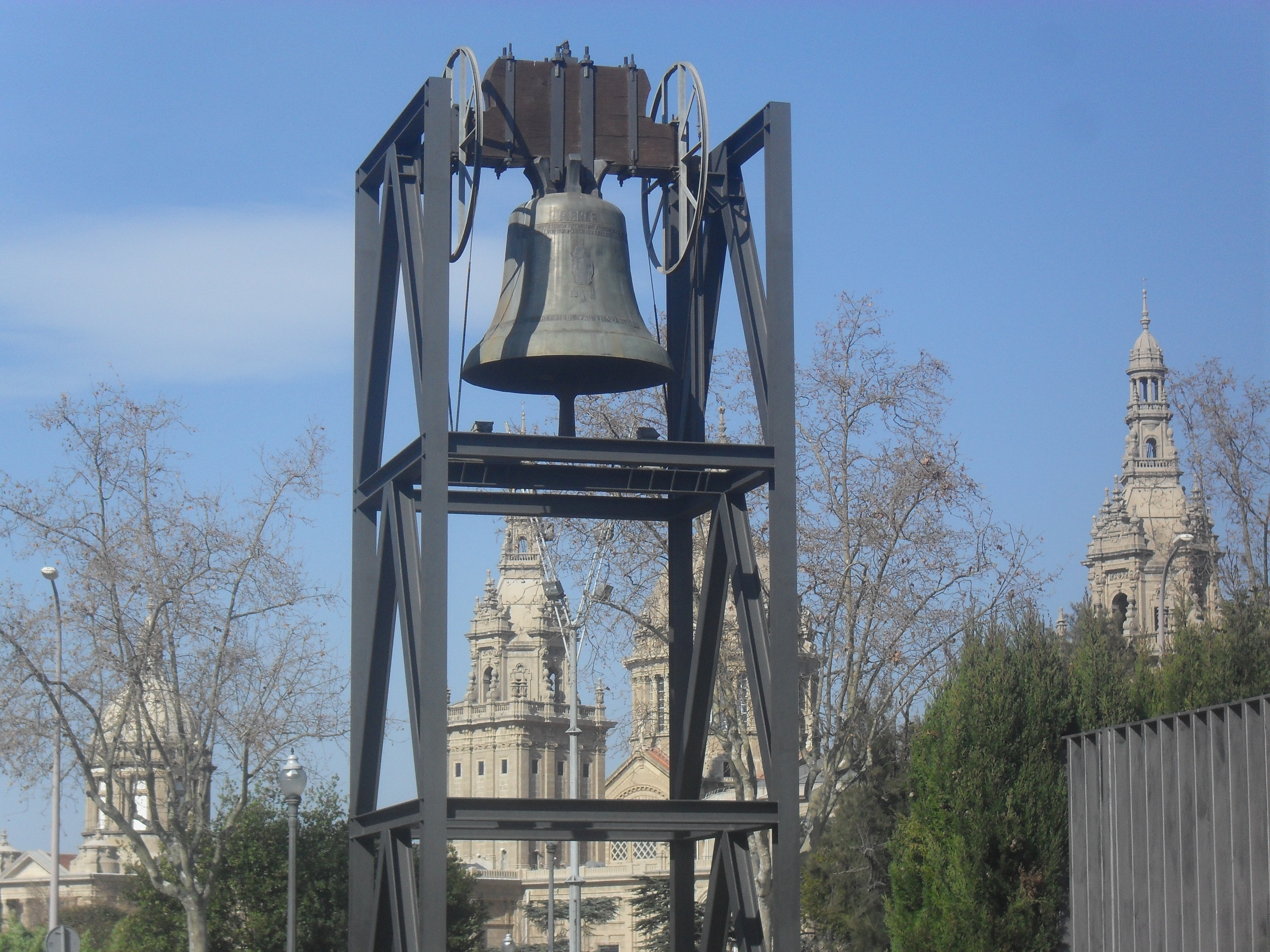
La Cloche de la Paix, œuvre de Beth Galí.
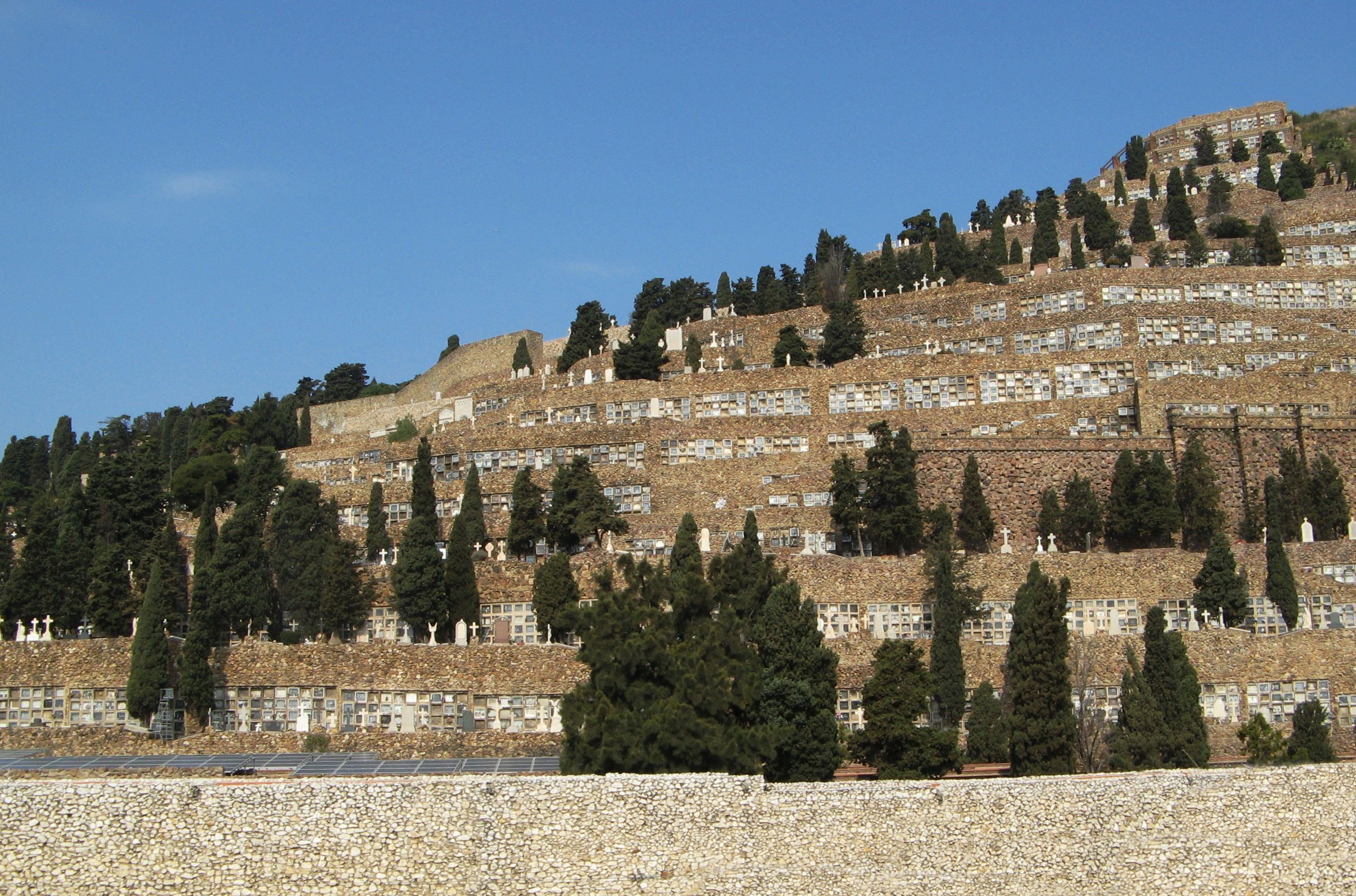
Le cimetière de Montjuïc de style moderniste, sur le versant sud.
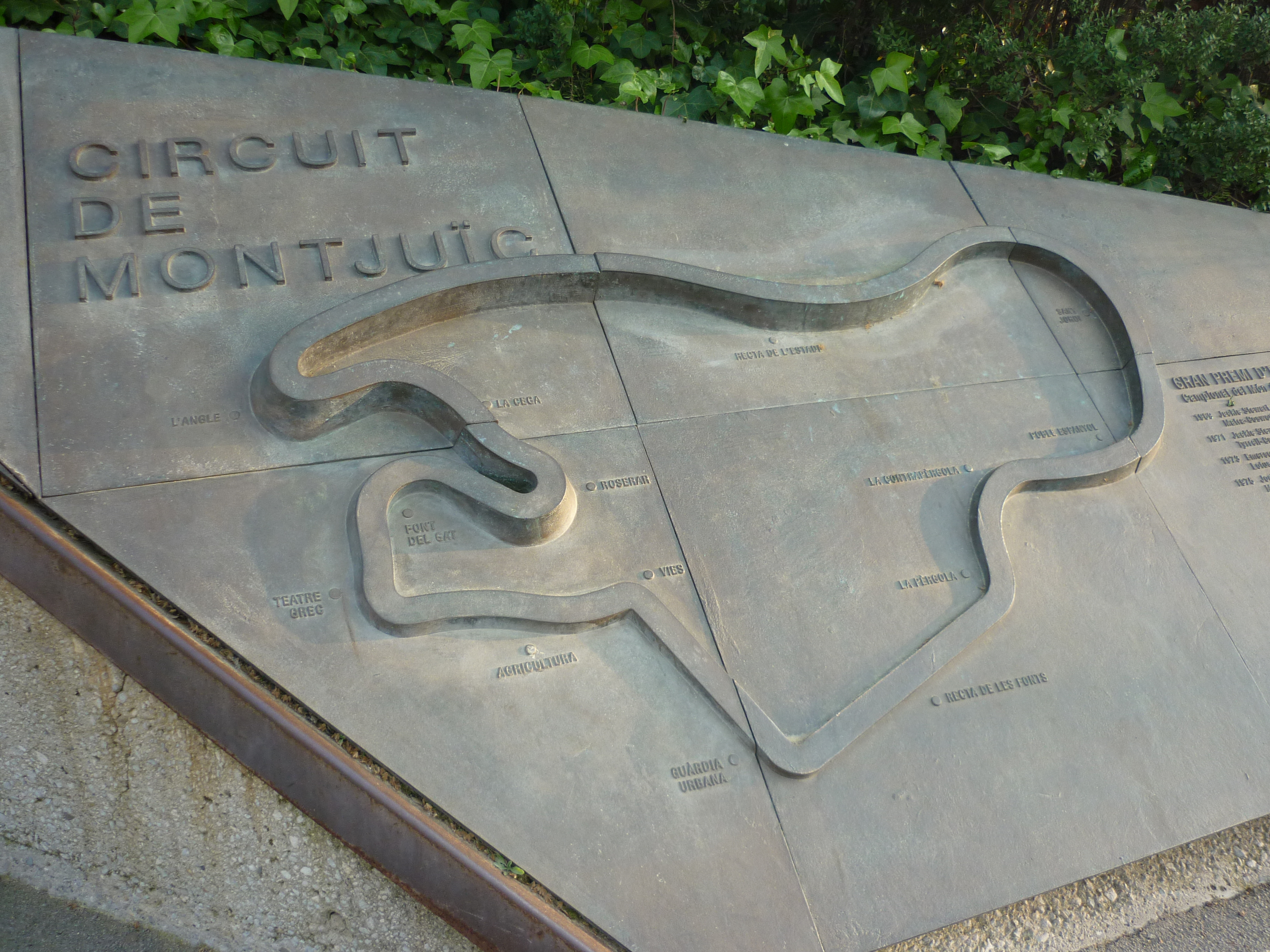
Plaque commémorative du circuit de Montjuïc.